# Карта питомих запасів
Карта питомих запасів (рос. карта удельных запасов; англ. map of specific reserves; нім. Karte f der spezifischen Ressourcen) — карта, яка відображає в ізолініях розподіл по площі запасів нафти (газу) в одиницях об'єму або маси на одиницю поверхні. Її будують, використовуючи карти розподілу параметрів, які входять в формулу підрахунку запасів (нафтогазонасиченої товщини, коефіцієнтів пористості і нафтогазонасиченості) з застосуванням принципу множення топографічних поверхонь для одержання значин добутку цих параметрів в різних точках покладу.